# Font al carrer del Mar - carrer del Carme
La Font al carrer del Mar - carrer del Carme és una obra de Sant Pere Pescador (Alt Empordà) inclosa a l'Inventari del Patrimoni Arquitectònic de Catalunya.

## Descripció
Situat dins del nucli urbà de la població de Sant Pere, a l'est del nucli antic, en l'encreuament entre els carrers del Mar i del Carme, que condueix cap a la carretera GIV-6303 i el riu Fluvià.
Es tracta d'una font formada per una pilastra quadrada de pedra, adossada a la cantonada entre els dos carrers. Té una pica de pedra amb basament a la part inferior, probablement reaprofitat, i la coberta és esglaonada i bastida amb maons. A mode decoratiu presenta un gravat al frontal amb restes de pintura, i està emmarcada amb un plafó rectangular de rajola vidrada decorada.